# 1946 en droit
Cet article présente les faits marquants de l'année 1946 en droit.

## Événements
- Début du procès du massacre de Malmedy devant le Tribunal militaire international de Dachau.

### Avril

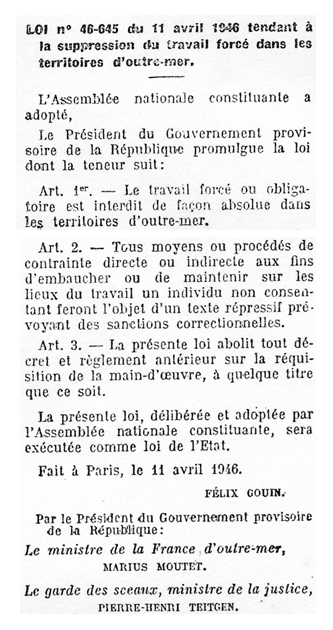
Loi du 11 avril supprimant le travail forcé.

- 11 avril, France : loi no 46-645 tendant à la suppression du travail forcé dans les territoires d'outre-mer, dite « loi Houphouët-Boigny ».
- 19 avril, France : adoption[1] d'un projet de Constitution par l'Assemblée constituante élue en 1945. Il est prévu qu'elle soit soumise au référendum le 5 mai 1946[2].

### Mai
- 5 mai, France : rejet[3] du projet de Constitution du 19 avril 1946 par référendum. Un nouveau projet de Constitution doit être rédigé[4].

### Juin
- 2 juin : Référendum en Italie : adoption[5] du projet de Constitution dite de la Ire République modifiant la forme de l'État, l'Italie devenant une République. Elle sera promulguée le 27 décembre et entrera en vigueur le 1er janvier 1948.

### Septembre
- 29 septembre : 19 avril, France : adoption[6] d'un second projet de Constitution par l'Assemblée constituante élue en 1945[7]. Il est prévu qu'elle soit soumise au référendum le 13 octobre 1946[8].

### Octobre
- 13 octobre, France : approbation[9] du nouveau projet de Constitution.

- 27 octobre, France : promulgation de la nouvelle Constitution française[10] : début de la Quatrième République.

## Naissances
- 7 octobre : Catharine Alice MacKinnon, professeur de droit et féministe américaine